# Salm-Badenweiler
Salm-Badenweiler is een zijlinie van het geslacht Salm, die gebied bezat rond Badonviller (Badenweiler) in Lotharingen.
Het grondgebied van het geslacht Salm werd in 1165 verdeeld in twee graafschappen: Neder-Salm (in de Ardennen) en Opper-Salm (in de Vogezen in het huidige Frankrijk). Opper-Salm deelde zich 1431 op in het gelijknamige Opper-Salm en Salm-Badenweiler. In 1520 gebeurde hetzelfde met Salm-Badenweiler, waardoor de zijlinie Salm-Neuburg ontstond. In 1600 werd het grondgebied van het geslacht geannexeerd door het hertogdom Lotharingen. Acht jaar later werd dit echter weer ongedaan gemaakt. In 1670 werd het gebied echter definitief geannexeerd door Frankrijk.

## Heersers van Salm-Badenweiler tot 1600
- Johan V (1431-1451)
- Johan VI (1451-1505)
- Johan VII (1505-1548)
- Johan VIII (1548-1600)